# Belrupt-en-Verdunois
Belrupt-en-Verdunois és un municipi francès situat al departament del Mosa i a la regió del Gran Est. L'any 2007 tenia 436 habitants.

## Demografia

### Població
El 2007 la població de fet de Belrupt-en-Verdunois era de 436 persones. Hi havia 180 famílies, de les quals 44 eren unipersonals (16 homes vivint sols i 28 dones vivint soles), 60 parelles sense fills, 56 parelles amb fills i 20 famílies monoparentals amb fills.
La població ha evolucionat segons el següent gràfic:
Habitants censats

### Habitatges
El 2007 hi havia 193 habitatges, 176 eren l'habitatge principal de la família i 17 estaven desocupats. 179 eren cases i 14 eren apartaments. Dels 176 habitatges principals, 151 estaven ocupats pels seus propietaris, 24 estaven llogats i ocupats pels llogaters i 1 estava cedit a títol gratuït; 2 tenien una cambra, 3 en tenien dues, 14 en tenien tres, 43 en tenien quatre i 114 en tenien cinc o més. 136 habitatges disposaven pel capbaix d'una plaça de pàrquing. A 61 habitatges hi havia un automòbil i a 104 n'hi havia dos o més.

## Economia
El 2007 la població en edat de treballar era de 325 persones, 245 eren actives i 80 eren inactives. De les 245 persones actives 226 estaven ocupades (112 homes i 114 dones) i 19 estaven aturades (11 homes i 8 dones). De les 80 persones inactives 28 estaven jubilades, 33 estaven estudiant i 19 estaven classificades com a «altres inactius».

### Ingressos
El 2009 a Belrupt-en-Verdunois hi havia 186 unitats fiscals que integraven 470,5 persones, la mediana anual d'ingressos fiscals per persona era de 20.531 €.

### Activitats econòmiques
Dels 13 establiments que hi havia el 2007, 2 eren d'empreses extractives, 1 d'una empresa de fabricació d'altres productes industrials, 2 d'empreses de transport, 1 d'una empresa financera, 2 d'empreses immobiliàries, 2 d'empreses de serveis, 1 d'una entitat de l'administració pública i 2 d'empreses classificades com a «altres activitats de serveis».
Dels 2 establiments de servei als particulars que hi havia el 2009, 1 era una agència immobiliària i 1 saló de bellesa.
L'any 2000 a Belrupt-en-Verdunois hi havia 3 explotacions agrícoles que ocupaven un total de 291 hectàrees.

## Equipaments sanitaris i escolars
El 2009 hi havia una escola maternal integrada dins d'un grup escolar amb les comunes properes formant una escola dispersa.

## Poblacions més properes
El següent diagrama mostra les poblacions més properes.